# John Spellman (politikus)
John Dennis Spellman (Seattle, Washington, 1926. december 29. – Seattle, Washington, 2018. január 16.) amerikai politikus, Washington állam kormányzója (1981–1985).

## Élete
1944-ben a Seattle Preparatory School-ban fejezte be a középiskolai tanulmányait. Ezt követően a haditengerészetben szolgált a második világháború alatt. 1949-ben a Seattle-i Egyetemen politikatörténeti, 1953-ban a Georgetowni Egyetemen jogi diplomát szerzett. 1969 és 1981 között King megye vezetője volt. 1981 és 1985 között Washington állam kormányzója volt.